# Félix Navarro (actor)
Félix Navarro Banquer (1916 - 8 de diciembre de 2003) fue un actor español.

## Trayectoria
Casi toda su carrera profesional se desarrolló en el teatro, medio en el que inició su actividad artística. No obstante, en sus últimos años se prodigó profusamente también en televisión. Su paso por el cine es meramente testimonial.

### Teatro (parcial)
- María Estuardo (1942), de Friedrich Schiller[1]
- Escuadra hacia la muerte (1953), de Alfonso Sastre.
- La mordaza (1954), de Alfonso Sastre.
- Cyrano de Bergerac (1955), de Edmond Rostand
- Don Juan Tenorio (1955), de José Zorrilla.
- Julio César (1955), de William Shakespeare.
- Los intereses creados (1956), de Jacinto Benavente.
- ¿Dónde vas, Alfonso XII? (1957), de Juan Ignacio Luca de Tena.
- No hay novedad, Doña Adela (1959), de Alfonso Paso.
- El gato y el canario (1960), de John Willard.[2]
- La cornada (1960), de Alfonso Sastre.
- La feria de Cuernicabra (1962) de Alfredo Mañas.
- Todos eran mis hijos (1963), de Arthur Miller
- Tres sombreros de copa (1969), de Miguel Mihura.
- El círculo de tiza caucasiano (1971), de Bertolt Brecht.
- Los peces rojos  (1973), de Jean Anouilh
- Melocotón en almíbar (1981), de Miguel Mihura.
- Borkman (1981), de Ibsen.[3]
- El sombrero de copa (1982), de Vital Aza.
- El barón (1983), de Leandro Fernández de Moratín.[4]
- Un enemigo del pueblo (1985), de Henrik Ibsen.
- El concierto de San Ovidio (1986), de Antonio Buero Vallejo.
- Farsa y licencia de la Reina Castiza (1986), de Ramón María del Valle-Inclán.
- Ni pobre ni rico, sino todo lo contrario (1986), de Enrique Jardiel Poncela.
- Arsénico y encaje antiguo (1987), de Joseph Kesselring.
- El arrogante español o Caballero de milagro (1991), de Lope de Vega.
- Judit y el tirano (1992), de Pedro Salinas
- Tres sombreros de copa (1992), de Miguel Mihura.
- Don Juan Tenorio (1993), de José Zorrilla
- El caballero de las espuelas de oro (1994), de Alejandro Casona
- Carlo Monte en Monte Carlo (1996), de Enrique Jardiel Poncela.

### Filmografía
| Año  | Título                        | Personaje                       | Dirección            |
| ---- | ----------------------------- | ------------------------------- | -------------------- |
| 1992 | Aquí, el que no corre...vuela | Señor trajeado                  | Ramón Fernández      |
| 1990 | Yo soy ésa                    | Frasquito                       | Luis Sanz            |
| 1989 | Las cosas del querer          |                                 | Jaime Chávarri       |
| 1982 | Pestañas postizas             | Sacerdote                       | Enrique Belloch      |
| 1980 | Chocolate                     | Carroza en pub                  | Gil Carretero        |
| 1967 | Vestida de novia              |                                 | Ana Mariscal         |
| 1966 | Acompáñame                    |                                 | Luis César Amadori   |
| 1965 | Más bonita que ninguna        | Conserje                        | Luis César Amadori   |
| 1963 | Esa pícara pelirroja          | Director película de vanguardia | José María Elorrieta |
| 1962 | Rosa de Lima                  |                                 | José María Elorrieta |
| 1959 | Gayarre                       | Julien                          | Domingo Viladomat    |
| 1947 | Nada                          | Pedro Pons                      | Edgar Neville        |

### Televisión
| - Querido maestro (1997-1998) - Farmacia de guardia - A mí no me puede tocar (2 de noviembre de 1995) - Y comieron perdices (9 de noviembre de 1995) - Cero negativo (7 de diciembre de 1995) - ¡Ay, Señor, Señor! - ¡Vejez, divino tesoro! (1 de enero de 1995) Diego - Crónicas urbanas - Por arte de magia (12 de enero de 1992) - Primera función - El landó de seis caballos (15 de marzo de 1989) - Las manos son inocentes (18 de mayo de 1989) - Nunca se sabe (1986) - La comedia musical española - La Cenicienta del Palace (3 de diciembre de 1985) - El sobre verde (24 de diciembre de 1985) - Cosas de dos - La boda (24 de mayo de 1984) - La comedia - Un sombrero de paja de Italia (8 de noviembre de 1983) - El baile de los ladrones (20 de diciembre de 1983) - Ramón y Cajal - Infancia y adolescencia (2 de febrero de 1982) - Teatro breve - Las codornices (31 de enero de 1980) - Mujeres insólitas - La viuda roja (22 de marzo de 1977) - Los tres mosqueteros (1971) - Pequeño estudio - El misterio de la estafeta (17 de julio de 1970) - La abuela Raimunda (24 de julio de 1970) - La escalera (23 de agosto de 1970) - Teatro de siempre - Por la fuente, Juana (6 de julio de 1970) - Estudio 1 - El caballero de Olmedo (29 de octubre de 1968) - Tío Vania (11 de noviembre de 1969) Teleguin - Don Juan Tenorio (13 de noviembre de 1970) - Diálogos de carmelitas (27 de abril de 1973) - Don Juan Tenorio (2 de noviembre de 1973) - Mario (25 de enero de 1974) | - - Don Gil de las calzas verdes (28 de marzo de 1978) - El Barón (8 de agosto de 1983) D. Pedro - La mosca en la oreja (14 de agosto de 1984) - El sombrero de copa (21 de agosto de 1984) - Historias para no dormir - El trasplante (15 de marzo de 1968) - Escuela de matrimonios - ¿Han de lavar los platos los maridos? (9 de junio de 1967) - Angelino Pastor - Millonario X2 (19 de febrero de 1967) - La pequeña comedia - Sala de espera (2 de abril de 1966) - Confidencias - Juan, el Toro (24 de octubre de 1964) - Novela - El hombre del cuadro (25 de mayo de 1964) - El regreso (21 de diciembre de 1965) - Sobra uno (14 de febrero de 1966) - El dos de mayo (4 de mayo de 1970) - Caza menor (12 de enero de 1976) - Tengo un libro en las manos - Don Carlos (12 de mayo de 1964) - Historias de mi barrio (1964) - Primera fila - Las flores (30 de octubre de 1963) - El landó de seis caballos (18 de diciembre de 1963) - Un marido de ida y vuelta (15 de enero de 1964) - Eva sin manzana (22 de abril de 1964) - La venganza de Don Mendo (21 de junio de 1964) - Carmelo (7 de julio de 1965) - Gran teatro - Don Juan Tenorio (27 de octubre de 1963) - Rosi y los demás (1963) |